# George Opare-Addo
 (mai 2025).
George Opare-Addo est né le 15 mars 1981 à Nima, est un avocat et homme politique ghanéen qui occupe le poste de ministre du Développement et de l'Autonomisation de la Jeunesse (en) du Ghana sous le gouvernement de John Mahama (en),. Il est également organisateur national de la jeunesse auprès du Congrès national démocratique,

## Jeunesse et éducation
George Opare-Addo est né à Nima dans la région du Grand Accra au Ghana. Il a fait ses études primaires à l'école primaire d'Achimota et ses études secondaires au Collège Adisadel (1997-1999). 
Il a obtenu un diplôme en psychologie et en philosophie BA de l'UG à Legon. Il est titulaire d'une maîtrise en gouvernance de l'Institut ghanéen de gestion et d'administration publique. Il est également titulaire d'un LLB de l'Institut ghanéen de gestion et d'administration publique ( GIMPA ). Il est titulaire d'un certificat de qualification en droit (QCL)

## Début de carrière
Après avoir terminé ses études de premier cycle à l'Université du Ghana en 2005, George Opare-Addo a rejoint le groupe de sociétés IGIT en tant que personnel du service national. Il a gravi les échelons jusqu'à devenir manager en 2009, supervisant la stratégie commerciale, la gestion du budget et le développement du personnel. En 2009, il a été nommé chef exécutif municipal (MCE) de l'Assemblée municipale d'Akuapem Nord, où il a servi jusqu'en 2017,,. À ce titre, il représentait les intérêts du gouvernement central au niveau local, présidait les réunions du conseil de sécurité municipal et dirigeait les fonctions administratives quotidiennes. Au cours de cette période, Opare-Addo s'est également présenté comme candidat parlementaire du Congrès national démocratique (NDC) pour la circonscription d'Okere (en) en 2008 et 2012

## Carrière politique

### Premier ministre du développement national et de l'autonomisation de la jeunesse
George Opare-Addo a commencé son parcours politique en tant que chef de l'exécutif municipal (MCE) de l'Assemblée municipale d'Akuapem Nord de 2009 à 2017, représentant le gouvernement central dans le développement économique local et présidant les réunions du conseil de sécurité municipal. Il s'est présenté comme candidat parlementaire du Congrès national démocratique (NDC) pour la circonscription d'Okere (en) en 2008 et 2012, fournissant un soutien financier et logistique tout en travaillant à élargir la base de membres du parti dans la région. En octobre 2018, il est devenu l'organisateur national de la jeunesse du NDC, un poste qu'il a occupé jusqu'en décembre 2022 et qu'il continue d'occuper. À ce titre, il offre un leadership stratégique à l' aile jeunesse du parti, supervise les efforts de recherche et de plaidoyer et coordonne les initiatives de collecte de fonds alignées sur les idéaux de justice sociale du parti,,. Il est premier ministre nommé pour superviser les affaires du Développement et de l'Autonomisation de la Jeunesse Nationale